# Mängsholms ekhagars naturvårdsområde
Mängsholms ekhagars naturvårdsområde är ett naturvårdsområde  (sedan 1999 likställt med naturreservat) i Siene socken i Vårgårda kommun i Västergötland.
Detta 38 hektar stora reservat ligger strax väster om samhället Vårgårda. Det är skyddat sedan 1983 och består av stora ekhagar. Många ekar är grova och flera riktigt stora är avsatta som naturminne. Inom området rinner Säveån och nära ån finns klibbal och knäckepil. Ån vidgar sig på flera ställen och bildar små dammar.  
Hagmarkerna ger upphov till rikt växt- och djurliv. Där finns brudbröd, backsippa, kattfot, nattviol och getväppling. Bland alla förekommande fågelarter märks hämpling, grönfink, bivråk, skogsduva och mindre hackspett.
Naturreservatet förvaltas av Västkuststiftelsen.
Området ingår i EU:s ekologiska nätverk av skyddade områden, Natura 2000.

Brudbröd